# Caisse nationale des allocations familiales
La Caisse nationale des allocations familiales  (CNAF) forme la branche « famille » de la Sécurité sociale française, qu'elle gère au travers du réseau formé par les 101 caisses d'allocations familiales (Caf) réparties sur tout le territoire.
Son siège se trouve au 32, avenue de la Sibelle à Paris (XIVe).
Son conseil d'administration est présidé par Isabelle Sancerni  depuis 2018.
L'institution est au service d'un peu plus de 11 millions d'allocataires pour lesquels elle a versé en 2010, directement ou indirectement, plus de 73 milliards d'euros soit environ 50 milliards en faveur de la famille (Allocations familiales et Aides au logement) et 23 milliards en direction de la précarité (revenu de solidarité active et allocation adulte handicapé), une partie étant pris en charge par le ministère du Logement et de la solidarité. Dix ans plus tard, le poste famille représente un budget de 50 milliards, pris pour l’essentiel en charge par les comptes de la sécurité sociale.
Depuis 2009, la déclaration de revenu faite à chaque Caf n'est plus nécessaire: en effet, les données fiscales de la Direction générale des Finances publiques (DGFP) sont désormais directement transmises, via un traitement automatisé de données à caractère personnel, à la CNAF (ainsi qu'à la CCMSA et à la CNIEG) .

## Historique
La Caisse  nationale des allocations familiales est créée dans le cadre de l’ordonnance de 1967 qui instaure une séparation de la Sécurité sociale en branches autonomes : maladie (Caisse nationale de l'assurance maladie), famille et vieillesse (Caisse nationale d'assurance vieillesse).

## Organisation
La Caisse nationale des allocations familiales est administrée par un conseil d'administration de 35 membres, désignés pour cinq ans comprenant :
- 13 représentants des assurés sociaux désignés par les organisations syndicales de salariés interprofessionnelles représentatives sur le plan national ;
- 13 représentants des employeurs et travailleurs indépendants à raison de :
  - 10 représentants des employeurs désignés par les organisations professionnelles nationales d'employeurs représentatives ;
  - 3 représentants des travailleurs indépendants désignés par les institutions ou organisations professionnelles des travailleurs indépendants représentatives sur le plan national ;
- 5 représentants des associations familiales désignés par l'Union nationale des associations familiales ;
- 4 personnes qualifiées dans les domaines d'activité des caisses d'allocations familiales désignées par l'autorité compétente de l'État.

Siègent également, avec voix consultative, trois représentants du personnel élus de la caisse dans des conditions fixées par décret

Personnalités ayant présidé le conseil d'administration depuis sa création : 
| Identité             | Période        | Organisation |
| -------------------- | -------------- | ------------ |
| Pierre Boisard       | 1967 à 1992    | CFTC         |
| Jean-Paul Probst     | 1992 à 1999    | CFTC         |
| Nicole Prud'homme    | 1999 à 2006    | CFTC         |
| Jean-Louis Deroussen | 2006 à 2018    | CFTC         |
| Isabelle Sancerni    | 2018- en cours | CFTC         |

### Direction générale
| Identité             | Période           | Période          |
| Identité             | Début             | Fin              |
| -------------------- | ----------------- | ---------------- |
| Hervé Drouet (d)     | 30 octobre 2008   | 5 septembre 2013 |
| Daniel Lenoir (d)    | 5 septembre 2013  | 22 novembre 2017 |
| Vincent Mazauric (d) | 22 novembre 2017  | 31 octobre 2021  |
| Nicolas Grivel (d)   | 1er novembre 2021 | En cours         |

## Budget
La CNAF gère les fonds suivants :
- Le fonds national des prestations familiales (FNPF)
- Le fonds national d'action sociale (FNAS)
- Le fonds national de la gestion administrative (FNGA)[8]

## Controverse
En 2020, la CNAF a été accusée de combattre la fraude aux aides sociales sur la base d'un algorithme ciblant seulement les personnes en situation précaires, qu'il considère comme les plus fraudeurs. L'article publié le 29/11/2023 par Louis Mondot sur France info appui cette accusation, et relaie les propos de l'association de défense des libertés numériques La Quadrature du net.
La CNAF rejette l’accusation assurant n’opérer que sur des fondements statistiques. C’est notamment à cause d’un « impact avéré sur les risques d’erreurs » qu’elle juge justifié de contrôler davantage certaines prestations. Selon son Directeur Général, Nicolas Grivel, « on ne cible pas le RSA parce que c’est le RSA. Mais on cible forcément, dans une politique de contrôle, les prestations qui ont le plus grand risque d’erreurs, parce qu’elles reposent sur une plus grande complexité ». Pour Daniel Lenoir, qui avait, comme directeur général, généralisé le dispositif de ciblage des contrôles reposant sur les big data, "ce n'est pas l'algorithme qui cible, ce sont les prestations".
Le 16 octobre 2024 un recours  est déposé devant le Conseil d'État afin de faire cesser l'utilisation de l'algorithme de la CNAF.